# يوم الأمم المتحدة للتعاون فيما بين بلدان الجنوب
يوم الأمم المتحدة للتعاون فيما بين بلدان الجنوب هو حدث للأمم المتحدة، يُقام في 12 سبتمبر من كل عام، أقرته الجمعية العامة للأمم المتحدة في 23 ديسمبر 2003، ويهدف إلى
تعزيز التعاون الفني بين البلدان النامية، وكذلك تعزيز الاكتفاء الذاتي الجماعي والتضامن بين بلدان الجنوب العالمي، وذلك بدعم برنامج الأمم المتحدة الإنمائي.

## وصلات خارجية
- الموقع الرسمي.